# Чемпионат Кыргызстана по футболу 2017
26-й чемпионат Кыргызстана по футболу, разыгранный 6 клубами с 8 апреля по 21 октября 2017 года. Официальное название — Шоро Топ-Ли́га Кыргызста́на 2017 (кирг. «Шоро» Кыргызстан Топ-Лигасы).
Чемпионом в 4-й раз в истории и 3-й подряд стал ошский«Алай», кантская «Абдыш-Ата» была серебряным призёром, 3-е место занял бишкекский «Дордой».

## Участники
2 аутсайдера прошлого сезона — «Ала-Тоо» и «Алдиер» покинули Высшую лигу, а новичком этого сезона стал «Нефтчи» (Кочкор-Ата).
Чемпионат состоял из 20 туров (все клубы сыграли друг с другом в 4 круга). Чемпионский титул защищал ошский «Алай».
Команды, занявшие последние места, могут выбыть или не выбыть в Первую лигу Кыргызстана в зависимости от того, расширится или сократится количество участников чемпионата в следующем сезоне; или клубы, занявшие призовые места в Первой лиге, смогут или не смогут соответствовать всем требованиям лицензирования для Топ-Лиги.
| Клуб       | Город      | Стадион                         | Вместимость | Место в сезоне-2016        | Тренер                                                                                   |
| ---------- | ---------- | ------------------------------- | ----------- | -------------------------- | ---------------------------------------------------------------------------------------- |
| Абдыш-Ата  | Кант       | Абдыш-Ата                       | 3000        | 4                          | Аскар Ахметов (до августа), Игорь Гавшин (и.о., август), Валерий Березовский (с августа) |
| Алай       | Ош         | Ош имени Ахматбека Суюмбаева    | 12 000      | Чемпион                    | Бакытбек Маматов, Айбек Татанов, Немат Кошоков                                           |
| Алга       | Бишкек     | Динамо                          | 10 000      | Бронзовый призёр           | Александр Бельдинов (до августа), Нематжан Закиров (с августа)                           |
| Дордой     | Бишкек     | Спартак имени Долена Омурзакова | 23 000      | Вице-чемпион               | Руслан Сыдыков (до июня), Александр Крестинин (с июня)                                   |
| Кара-Балта | Кара-Балта | Манас                           | 3000        | 5                          | Владимир Даниленко, Владимир Хорошунов (до августа), Владимир Сало (с августа)           |
| Нефтчи     | Кочкор-Ата | Нефтчи                          | 1500        | 2 (Южная зона Первой лиги) | Нурбек Жолдошев                                                                          |

## Турнирная таблица
| М | Команда    | И  | В  | Н | П  | Мячи    | ±   | О  | Примечания |
| - | ---------- | -- | -- | - | -- | ------- | --- | -- | ---------- |
| 1 | Алай       | 20 | 13 | 2 | 5  | 51 − 25 | +26 | 41 |            |
| 2 | Абдыш-Ата  | 20 | 12 | 2 | 6  | 35 − 19 | +16 | 38 |            |
| 3 | Дордой     | 20 | 10 | 5 | 5  | 34 − 18 | +16 | 35 |            |
| 4 | Нефтчи     | 20 | 6  | 5 | 9  | 18 − 26 | −8  | 23 |            |
| 5 | Алга       | 20 | 5  | 6 | 9  | 19 − 32 | −13 | 21 |            |
| 6 | Кара-Балта | 20 | 3  | 2 | 15 | 20 − 57 | −37 | 11 |            |

И — игры, В — выигрыши, Н — ничьи, П — проигрыши, Мячи — забитые и пропущенные голы, ± — разница голов, О — очки

## Лучшие бомбардиры чемпионата
| Место | Игрок                | Клуб      | Голы |
| ----- | -------------------- | --------- | ---- |
| 1     | Алиа Силла           | Алай      | 12   |
| 2     | Алишер Азизов        | Дордой    | 10   |
| 3     | Олувасен Алерива     | Абдыш-Ата | 7    |
| 3     | Максат Алимов        | Алай      | 7    |
| 5     | Муролим Ахмедов      | Алай      | 6    |
| 5     | Одилжон Абдурахманов | Алай      | 6    |
| 7     | Алишер Тухтасинов    | Нефтчи    | 5    |
| 7     | Атай Джумашев        | Абдыш-Ата | 5    |
| 7     | Иван Филатов         | Абдыш-Ата | 5    |
| 7     | Ильдар Амиров        | Алга      | 5    |

## Рекорды чемпионата
Самая крупная победа и самый результативный матч: 30.07.2017 Алай — Кара-Балта 10:0
Самая крупная победа на выезде: 07.05.2017 Кара-Балта — Алай 1:6

### Хет-трики
| Игрок         | Клуб | Соперник   | Дата           | Счёт | Голы | Минуты        |
| ------------- | ---- | ---------- | -------------- | ---- | ---- | ------------- |
| Ильдар Амиров | Алга | Кара-Балта | 11 апреля 2017 | 4:1  | 3    | 48, 76, 91    |
| Алиа Силла    | Алай | Алга       | 22 апреля 2017 | 4:0  | 3    | 20, 48, 72    |
| Максат Алимов | Алай | Кара-Балта | 30 июля 2017   | 10:0 | 4    | 4, 18, 63, 82 |